# Nauglamír
Nauglamír was een gouden halssieraad in fictieve wereld Midden-aarde van J.R.R. Tolkien.
De Nauglamír was een geschenk aan Finrod Felagund van de Dwergen van Belegost. Na diens dood bleef het sieraad in Nargothrond waar het na de verwoesting door Glaurung werd gevonden door Húrin. Húrin bracht het naar koning Thingol van Doriath. Koning Thingol gaf de Dwergen van Belegost opdracht om de Nauglamír te hersmeden. Daarop gaf Koning Thingol de Dwergen van Nogrod de opdracht om de Silmaril, die Beren Erchamion hem had gebracht, in de Nauglamír te zetten. De Dwergen van Nogrod eisten de Nauglamír op als betaling voor hun meesterwerk. Koning Thingol weigerde dit en beledigde de Dwergen van Nogrod waarop deze Menegroth vernietigden.
De Dwergen van Nogrod werden op hun weg terug naar de Blauwe Bergen aangevallen door Beren, Dior en de Laiquendi. De Dwergen van Nogrod die overleefden werden door de Enten vernietigd. Beren heroverde zo de Nauglamír met de Silmaril.
Na de dood van Beren erfde Dior de Nauglamír. Hij werd echter overvallen door de zonen van Fëanor, die meenden dat zij de rechtmatige eigenaar van de Silmaril waren. Diors dochter Elwing vluchtte met het sieraad naar de monding van de Sirion. Hier werd zij echter nogmaals overvallen door de zonen van Fëanor, waarna zij zich met de Nauglamír in zee wierp. Het halssieraad ging verloren, maar Ulmo redde Elwing met de Silmaril.
De Silmaril werd later door Diors dochter Elwing en haar echtgenoot Eärendil teruggebracht naar Valinor.

## Voetnoten
1. ↑  http://www.annalsofarda.dk/annals-of-arda/object-index-tables/object/nauglamir.htm